# Ігор Габріел
Ігор Габріел Фернандес Алвес (порт. Higor Gabriel Fernandes Alves; 28 квітня 1999, Жагуаріуна) — бразильський футболіст, захисник клубу « Сабах», який на правах оренди виступає за «Львів».

## Кар'єра
Вихованець футбольного клубу «Ріо-Бранко». У 2020 році був включений до складу «Флуміненсе», з'являючись у заявці на матчі в Серії А та Ліги Каріока. З командою став срібним призером чемпіонату штату Ріо-де-Жанейроі 2020 року, але на поле не виходив. Дебютував за клуб 21 березня 2021 року в матчі проти «Португези» в Лізі Каріока. За підсумками сезону 2021 року знову став срібним призером цього. У Серії А футболіст так і не дебютував і у вересні 2021 року залишив клуб.
У лютому 2022 року перейшов до азербайджанського клубу «Сабах». Починав сезон із лави запасних. Дебютував за клуб 19 березня 2022 року в матчі проти «Сабаїла» і загалом зіграв за клуб лише у 2 матчах.
В основній команді азербайджанського клубу у футболіста закріпитися не вийшло і в липні 2022 року бразилець вирушив в оренду в мінське «Динамо». Дебютував за клуб 27 серпня 2022 року в матчі проти бобруйскої «Білшини». Незабаром Ігор став ключовим центральним захисником клубу. Провів за клуб 12 матчів, у кожному з яких відіграв по 90 хвилин. Залишив мінське « Динамо» 2 грудня 2022 після закінчення терміну дії орендної угоди.
5 лютого 2023 року перейшов на правах оренди до кінця сезону у «Львів».